# 马丁·福马纳克
马丁·福马纳克（英語：Martin Formanack，1866年12月1日—1947年11月1日），美国男子赛艇运动员。他曾代表美国参加1904年夏季奥林匹克运动会赛艇比赛，获得男子四人单桨无舵手银牌。